# Cleddau Valley Vistas Waterfalls
Die Cleddau Valley Vistas Waterfalls sind Wasserfälle im Fiordland-Nationalpark auf der Südinsel Neuseelands. Sie werden durch das Schmelzwasser aus den Firnfeldern am 1931 m hohen Mount McPherson gespeist und bilden einen Teil des Oberlaufs des Cleddau River. Ihre Fallhöhe beträgt rund 100 Meter.
Vom Parkplatz am New Zealand State Highway 94 von Te Anau nach dem kleinen Ort Milford Sound vor der Einfahrt in den Homer Tunnel führt der East Homer Tunnel Nature Walk in etwa 10 Minuten zur Basis der Wasserfälle.